# Guerra da Crimeia
A Guerra da Crimeia foi um conflito que se estendeu de 1853 a 1856, na península da Crimeia (no mar Negro), no sul da Rússia e nos Bálcãs. Envolveu, de um lado o Império Russo e, de outro, uma coligação integrada pelo Reino Unido, a França, o Reino da Sardenha — formando a Aliança Anglo-Franco-Sarda — e o Império Otomano (atual Turquia). Esta coligação, que contou ainda com o apoio do Império Austríaco, foi formada como reação às pretensões expansionistas da Rússia.
Nessa guerra, foi importante o papel da marinha de corso, pela França e Reino Unido.

## A guerra
Desde o fim do século XVIII, os russos tentavam aumentar a sua influência na península dos Balcãs, região entre o mar Negro e o mar Mediterrâneo muito em parte pelo enfraquecimento Otomano. 
Em 1853, o czar Nicolau I se declarou o protetor dos Cristãos Ortodoxos e seus locais sagrados em Jerusalém, que faziam parte do Império Otomano. Como os Otomanos já tinham, anteriormente, dado aos franceses, sob a jurisdição dos franciscanos, a guarda pelos cristãos e por alguns locais sagrados, começou uma tensão entre russos e turcos.
Sob esse pretexto, as suas tropas invadiram os principados otomanos do Rio Danúbio (Moldávia e Valáquia, na atual Romênia). O sultão otomano, contando com o apoio da Grã-Bretanha e da França, rejeitou as pretensões do czar, declarando guerra à Rússia. Mediante a declaração de guerra, a frota russa destruiu a frota turca na Batalha de Sinop.
O Reino Unido, sob a rainha Vitória, temia que uma possível queda da cidade de Constantinopla diante das tropas russas lhe pudesse retirar o controle estratégico dos estreitos de Bósforo e Dardanelos, cortando-lhe as comunicações com a Índia. Por outro lado, Napoleão III de França mostrava-se ansioso para mostrar que era o legítimo sucessor de seu tio, Napoleão I. Mediante a derrota naval dos turcos, ambas declararam guerra à Rússia no ano seguinte, seguidos pelo Reino da Sardenha (governado por Vítor Emanuel II e o seu primeiro-ministro Cavour). Em troca, os turcos permitiriam a entrada de capitais ocidentais no Império.
O conflito iniciou-se efetivamente em março de 1854. Em agosto, os turcos, com o auxílio de seus aliados, já haviam expulsado os invasores dos Bálcãs. De forma a encerrar definitivamente o conflito, as frotas dos aliados convergiram sobre a península da Crimeia, desembarcando tropas a 16 de setembro de 1854, iniciando o bloqueio naval e o cerco terrestre à cidade portuária fortificada de Sebastopol, sede da frota russa no mar Negro. Embora a Rússia tenha sido vencida em batalhas como a de Balaclava e em Inkerman, o conflito arrastou-se com sua recusa em aceitar os termos de paz. Entre as principais batalhas desta fase da campanha registam-se:
- batalha do rio Alma;
- batalha de Balaclava (imortalizada por Alfred Tennyson no poema A carga da brigada ligeira); e
- batalha de Inkerman.

Durante o cerco a Sebastopol, a doença cobrou um pesado tributo às tropas britânicas e francesas, tendo se destacado o heroico esforço de Florence Nightingale dirigindo o atendimento hospitalar de campanha. A praça-forte, em ruínas, só caiu um ano mais tarde, em setembro de 1855.

## O Tratado de Paris

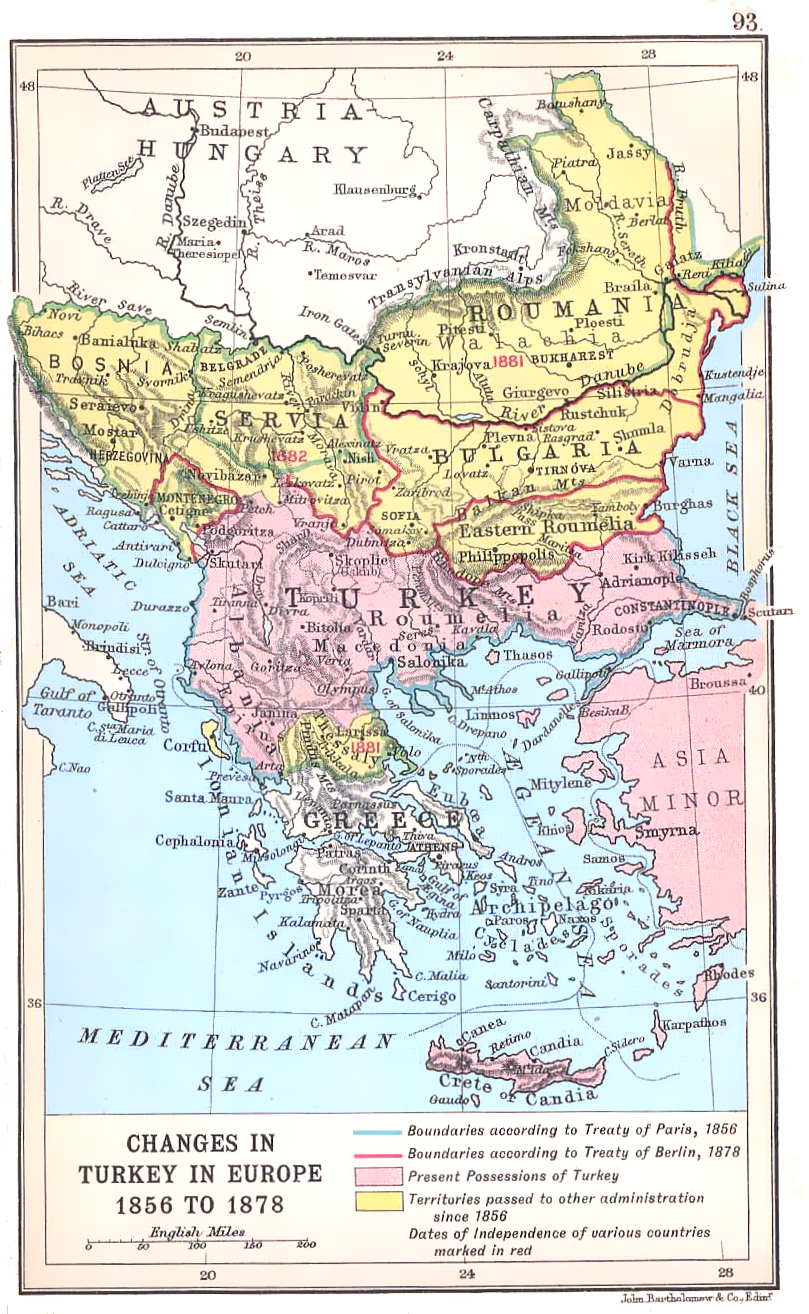
Fronteiras do Império Otomano nos Balcãs.
Depois do tratado de Paris de 1856 (linha azul clara); e
Depois do Tratado de Berlim de 1878 (linha vermelha).

A guerra terminou com a assinatura do tratado de Paris de 30 de março de 1856. Pelos seus termos, o novo czar, Alexandre II da Rússia, devolvia o sul da Bessarábia e a embocadura do rio Danúbio para o Império Otomano e para a Moldávia, renunciava a qualquer pretensão sobre os Balcãs e ficava proibido de manter bases ou forças navais no mar Negro.
Por outro lado, o Império Otomano, representado por Aali-pachà ou Meliemet Emin era admitido na comunidade das potências europeias, tendo o sultão se comprometido a tratar seus súditos cristãos de acordo com as leis europeias. A Valáquia e a Sérvia passaram a estar sob proteção internacional.
Enquanto isso, em Jerusalém, estabelecia-se o Status-quo que organiza a divisão de posses das Igrejas dentro da Cidade Santa.

## Novas hostilidades
Na Conferência de Londres (1875), a Rússia obteve o direito de livre trânsito nos estreitos de Bósforo e Dardanelos. Em 1877, iniciou nova guerra contra a Turquia, invadindo os Bálcãs em consequência da repressão turca a revoltas de eslavos balcânicos. Diante da oposição das grandes potências, os russos recuaram outra vez. O Congresso de Berlim (1878), consagrou a independência dos Estados balcânicos e as perdas turcas da ilha de Chipre, para o Reino Unido, da Arménia e parte do território asiático para a Rússia e da Bósnia e Herzegovina para o Império Austro-Húngaro. Em 1895, o Reino Unido apresentou um plano de partilha da Turquia, rechaçado pela Alemanha, que preferia garantir para si concessões ferroviárias. Nos Bálcãs, no início do século XX, o crescente nacionalismo eslavo contra a presença turca levou a região à primeira das Guerras Balcânicas. Esta política russofóbica iria perdurar até a Entente anglo-russa de 1907 quando começa a emergir o Império Alemão na política europeia.

### Historiografia e memórias
- Gooch, Brison D. "A Century of Historiography on the Origins of the Crimean War", American Historical Review 62#1 (1956), pp. 33–58 in JSTOR
- Edgerton, Robert B. Death or Glory: The Legacy of the Crimean War (1999) online
- Kozelsky, Mara. "The Crimean War, 1853–56," Kritika (2012) 13#4 online
- Lambert, Albert (2003). «Crimean War 1853–1856," in David Loades, ed.». Reader's Guide to British History. 1: 318–19
- Lambert, Andrew. The Crimean War: British Grand Strategy Against Russia, 1853–56 (2nd ed. Ashgate, 2011) the 2nd edition has a detailed summary of the historiography, pp. 1–20 excerpt
- Markovits, Stefanie. The Crimean War in the British Imagination (Cambridge University Press: 2009) 287 pp. ISBN 0-521-11237-0
- Russell, William Howard, The Crimean War: As Seen by Those Who Reported It (Louisiana State University Press, 2009) ISBN 978-0-8071-3445-0
- Small, Hugh. "Sebastopol Besieged," History Today (2014) 64#4 pp. 20–21.
- Young, Peter. "Historiography of the Origins of the Crimean War"  International History: Diplomatic and Military History since the Middle Ages (2012) online